# Parafia Najświętszej Maryi Panny Wniebowziętej w Piłce
Parafia pw. Najświętszej Maryi Panny Wniebowziętej w Piłce – parafia rzymskokatolicka znajdująca się w archidiecezji poznańskiej, w dekanacie wieleńskim. 
Parafia została erygowana w 1767. Świątynię parafii stanowi kościół Najświętszej Maryi Panny Wniebowziętej (filie w Kwiejcach oraz Kamienniku).

## Proboszczowie
| Imię i nazwisko         | Lata urzędowania |
| ----------------------- | ---------------- |
| ks. Dominik Majorowski  | 1767 – 1769      |
| ks. Antoni Zeydel       | 1769 – 1801      |
| ks. Jan Jeske           | 1825/1831 – 1838 |
| ks. Jan Priebe          | 1842 – 1847      |
| ks. Józef Łobodzki      | 1848 – 1849      |
| ks. Antoni Prokop       | 1849 – 1884      |
| ks. Józef Jurek         | 1885 – 1887      |
| ks. lgnacy Gronkowski   | 1887 – 1903      |
| ks. Władysław Kiliński  | 1903 – 1916      |
| ks. Józef Pielatowski   | 1916 – 1924      |
| ks. Józef Palmowski     | 1924 – 1936      |
| ks. Władysław Lis       | 1936 – 1938      |
| ks. Edward Frąckowiak   | 1938 – 1939      |
| ks. Stanisław Białek    | 1939 – 1940      |
| ks. Walenty Marciniak   | 1940 – 1941      |
| ks. Stefan Kotwa        | 1945 – 1946      |
| ks. Albin Kutzner       | 1946 – 1955      |
| ks. Florian Liebner     | 1955 – 1966      |
| ks. Stefan Szymczak     | 1966 – 1978      |
| ks. Ignacy Rapior       | 1978 – 1987      |
| ks. Jan Sitek           | 1987 – 2001      |
| ks. Marian Libera       | 2001 – 2011      |
| ks. Sławomir Olejniczak | 2011 – 2018      |
| ks. Daniel Wachowiak    | 2018 – 2023      |
| ks. Paweł Czwojdrak     | od 2023          |